# Diocèse de San Bernardino
Le diocèse de San Bernardino (en latin : Dioecesis Bernardinopolitana, et en anglais : Roman Catholic Diocese of San Bernardino) est une circonscription ecclésiastique de l'Église catholique aux États-Unis. Il s'agit d'un diocèse latin, suffragant de l'archidiocèse de Los Angeles. Depuis 2020, son évêque est Alberto Rojas (en).

## Territoire
Le diocèse comprend les comtés de San Bernardino et Riverside dans le sud de la Californie. 
Le siège épiscopal est la ville de San Bernardino, où se trouve la cathédrale Notre-Dame-du-Rosaire (en) (Our Lady of The Rosary Cathedral). 
Le territoire est divisé en 92 paroisses, desservies par 270 prêtres et 147 diacres.

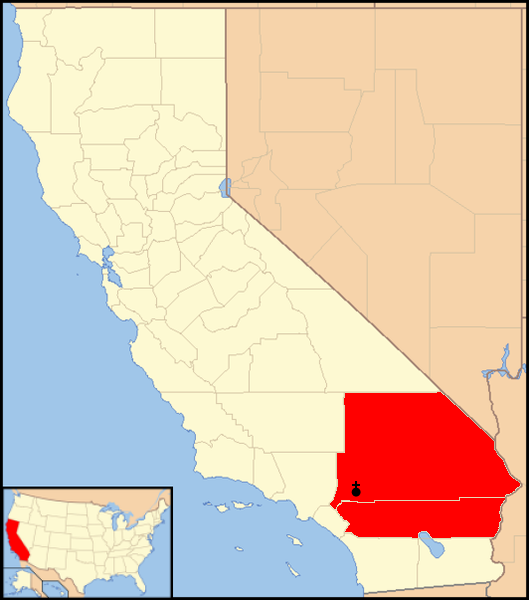
Localisation du diocèse.

## Histoire
Le diocèse a été érigé le 14 juillet 1978 par la bulle Apostolici officii du pape Paul VI, en prenant du territoire du diocèse de San Diego. 
Le 10 mars 1981, par la lettre apostolique Bernardinopolitanae dioecesis, le pape Jean-Paul II a confirmé saint Bernardin de Sienne comme patron principal du diocèse, et la Bienheureuse Vierge Marie, vénérée sous le titre de Notre-Dame de Guadalupe, comme patronne secondaire.

### Articles liés
- Liste des juridictions catholiques aux États-Unis
- Église catholique aux États-Unis